# Az országvesztő
Az országvesztő Az elátkozott királyok című regényfolyam hetedik kötete, mely 1977-ben jelent meg, tehát jóval a hatkötetes regényfolyam után. A történetet ott folytatja, ahol előtte abbahagyta, de már egészen más stílusban. Helie de Périgold száján keresztül, elbeszélő módban hallhatjuk, mi minden történt a százéves háború kitörésétől kezdve.

## Történet
|  | Alább a cselekmény részletei következnek! |

Az előző rész végén meghalt III. Robert d’Artois, aki egy élet munkájával elérte azt, hogy a hajdan virágzó Franciaország lakóit, gazdagságát, hírnevét tekintve megfogyatkozott; s külső-belső ellenségei által legyőzött országgá váljon. Mindeközben azonban nem sikerült megvalósítania eredeti tervét, Artois grófságának visszaszerzését. A mű mégsem marad központi figura nélkül. Hélie de Talleyrand Périgord, pápai nuncius lesz az új főszereplő. Neki jut az a szomorú feladat, hogy elmesélje a százéves háború francia szemmel nézve egyik gyászos időszakát. Azonban Périgord ennél többet is tesz, igyekszik megértetni az okokat is, s mintegy mellékesen megemlíti saját szerepét is.
III. Edward angol király és VI. Fülöp francia király között 1347-ben hétéves béke köttetett. Sajnos Franciaország számára ez nem jelentett megnyugvást, részben a crécy csata elvesztése miatti általános apátia miatt, részben azért, mert 1349-ben felütötte fejét a pestis, melynek rengetegen áldozatul estek. Köztük Sánta Johanna, a gonosz királyné is. Fülöp alig egy hónappal a halála után elvette feleségül János fia menyasszonyát, Navarrai Blankát. A fiú ezt sosem bocsátotta meg apjának, bár ő titokban a férfiakhoz vonzódott, s egy örökségéből kitúrt herceg, Spanyol Károly lett a szeretője s tanácsosa. VI. Fülöp alig fél év házasság után meghalt, s utána fia II. János néven követte a trónon. A nép valamiért "Jó Jánosnak" nevezte, holott cseppet sem illett rá ez a név. Mindeközben új cselszövő bukkant fel a színen: Navarrai Károly (az előző kötetekből ismert Civakodó Lajos fattyúnak nyilvánított lányának, Johannának fia, akit csak Rossz Károlynak neveztek). János, hogy megbékítse Károlyt, neki adományozza Navarrát, s fontos házassági szerződést is kötnek ezen célból. Rossz Károlyt azonban rendkívüli módon dühítette, hogy János király egyre jobban kedvez Spanyol Károlynak, az ő rovására. Ezért összeesküvést szőtt ellene, és hűséges embereivel a Leigle melletti, a Röfögő Kocához címzett fogadóban meggyilkolták a spanyolt.
János király éktelen haragra gerjedt, azután viszont váratlan döntésre szánta el magát. A mantes-i szerződésben számtalan birtokkal és jogosultsággal halmozta el Rossz Károlyt, ráadásul barátságosan kezdtek el viselkedni egymással. Nem sokkal később azonban János hirtelen érvénytelennek mondatta a szerződést, s Károlyt egy fogadáson meg akarta öletni. Ez azonban a navarrai fülébe jutott, s messzire elkerülte az udvart. Ezután azon kezdett mesterkedni, hogyan árthatna a francia udvarnak. Mivel a hét évre szóló béke lassan kezdett lejárni, VI. Ince pápa szerette volna, ha az angolok és a franciák közt végérvényesen beállna a béke. Rossz Károly hírét vette, hogy Avignonban tárgyalásokat kezdeményezett erről, ezért odautazott, és felajánlotta az angoloknak, hogy hajlandó elismerni Edwardot Franciaország királyául, ha cserébe segítenek neki. Időközben azonban IV. Károly lett a német-római császár, aki veszedelmes terveket forgatott a fejében. János király, hogy elejét vegye a problémáknak, ismételten kibékült Rossz Károllyal, aki közben összebarátkozott a trónörökössel, a kis Károly herceggel, s kiterjesztete rá befolyását. Miközben az angol hadak végigfosztogatták a francia földeket, Rossz Károly meggyőzte Károly herceget, hogy alkalmasabb uralkodó lehetne az apja helyett, s a német-római császár segítségével elfoglalhatná a trónt és úrrá lehetne a helyzeten. Már épp elindultak volna, amikor a herceg inkább mindent bevallott az apjának. János rettentő haragra gerjedt, de nem fia iránt, s ez csak fokozódott, amikor megtudta Jean d'Artois-tól (Robert d'Artois fiától), hogy Rossz Károly és csatlósai merényletet terveznek ellene. Ezért aztán Rouenbe hatalmas lakomát szervezett, hogy ott számoljon le az összeesküvőkkel.
A regény egyik legemlékezetesebb fejezete a roueni lakoma: a király rajtaüt a vidáman lakmározó urakon (akik közt ott vannak Spanyol Károly gyilkosai is), és nagy vérfürdőt rendez közöttük. Rossz Károlyt magával hurcolja, és kegyetlen bánásmód mellett fogságba veti, amit fivére, Navarrai Fülöp nem tűr. Rögvest hadat üzen Franciaországban, s szövetségre lép az angol királlyal. Ezzel Franciaország egyik legnagyobb fejedelemsége válik le a királyságról. Mindeközben Lancaster grófja betör az országba, a francia haderő azonban képtelen ellenállni neki. II. János szeszélyes birtokadományaival, illetve birtokelkobzásaival csaknem az egész nemességet maga ellen hangolja, de még így is további baklövések sorozatára van ahhoz szükség, hogy Edward, a Fekete Herceg vígan végigrabolhassa az országot, sőt 1356-ban Poitiers-nél hatezer emberével tönkreverje a huszonötezres francia sereget, és fogságba ejtse a francia királyt.
|  | Itt a vége a cselekmény részletezésének! |

## Magyarul
- Az elátkozott királyok. Történelmi regény, 1-6.; ford. Gyáros Erzsébet; Európa, Bp., 1970–1972 (Századok, emberek)
  - 7. Az országvesztő; ford. Kamocsay Ildikó; Európa, Bp., 1993